# Partido Nacional Alemán

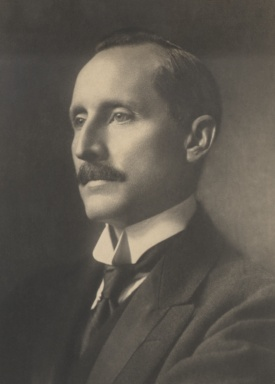
Fotografía de Rudolf Lodgman Von Auen, presidente del partido

El Partido Nacional Alemán (en alemán: Deutsche Nationalpartei, DNP, en checo: Německá národní strana) fue un partido político de la Primera República de Checoslovaquia, que representaba a la población alemana de los Sudetes. Su presidente y rostro político fue Rudolf Lodgman von Auen.
En las elecciones, el DNP se unió al Partido Nacionalsocialista Obrero Alemán (DNSAP). Ambos partidos fueron prohibidos en 1933. Una facción del DNP entró entonces en el Sudetendeutsche Heimatfront de Konrad Henlein.
El principal periódico del partido era el Nordböhmisches Tagblatt (Diario de Bohemia del Norte) publicado en Děčín.